# Titanoeca ukrainica
Espèce
Titanoeca ukrainica est une espèce d'araignées aranéomorphes de la famille des Titanoecidae.

## Distribution
Cette espèce se rencontre en Ukraine, en Russie dans le Sud et le Caucase du Nord, en Géorgie et en Iran,.

## Description
Le mâle mesure 3,2 mm et la femelle 4,3 mm.

## Systématique et taxinomie
Cette espèce a été décrite par Guryanova en 1992.

## Étymologie
Son nom d'espèce lui a été donné en référence au lieu de sa découverte, l'Ukraine.

## Publication originale
- Guryanova, 1992 : « New spider species from Askania-Nova Nature Reserve. » Vestnik Zoologii, vol. 1992, no 6, p. 13-18.